# فورت دفاینس
فورت دفاینس (به انگلیسی: Fort Defiance) یک منطقهٔ مسکونی در ایالات متحده آمریکا است که در شهرستان آپاچی، آریزونا واقع شده‌است. فورت دفاینس ۱۵٫۷۶ کیلومتر مربع مساحت و ۱۶٬۴۱۹ نفر جمعیت دارد و ۲٬۰۸۴ متر بالاتر از سطح دریا واقع شده‌است.